# Liste des navires perdus pendant la guerre russo-ukrainienne
Voici une liste des navires endommagés, coulés ou capturés pendant la guerre russo-ukrainienne notamment l'annexion de la Crimée par la Russie en 2014, l'incident du détroit de Kertch en 2018 et l'invasion de l'Ukraine par la Russie depuis 2022.

## Annexion de la Crimée en 2014

### Marine russe
- Otchakov :

Ce croiseur de classe Kara (Projet 1134B), le navire est sabordé par les marins russes, en tant que blockship, à l'entrée de la baie de Donuzlav, en Crimée, en Ukraine, le 6 mars 2014. Le sabordage s'inscrivait dans le cadre de l'annexion de la Crimée par la Russie et avait pour but d'empêcher les navires de la marine ukrainienne d'accéder à la mer Noire. L'Ochakov, qui n'était plus opérationnel depuis le début des années 2000, mais qui était affecté dans la flotte russe de la mer Noire à partir de 2011, a été renfloué et mis au rebut à Inkerman en 2015.
- VM-416

ce navire de soutien en plongée de classe Yelva a été sabordé à côté de l'Ochakov le 7 mars 2014. Désarmé en 2009, la coque du navire a été sortie du chenal et remorquée à l’intérieur du lac Donouzlav. Puis en septembre 2018, la coque du navire a été remorquée jusqu'à la baie de Streletskaya à Sébastopol, où en février-mars 2019, elle a été découpée,.

### Marine ukrainienne
Au moins 100 navires de la marine ukrainienne ont été capturés par les forces russes lors de la prise de la base navale sud, de la baie de Sébastopol et de la baie de Striletska,.
 35 des navires ont été restitués à la fin de juin 2014. Selon une estimation, 75% de la flotte navale ukrainienne ont été saisis en 2014,,,.
- Zaporijjia U01 (uk)

Ce sous-marin du projet 641 n'a pas été restitué aux autorités ukrainiennes.
- Slavoutytch U510 (uk)

Anciennement Pridneprovie rebaptisé Slavoutytch, ce bâtiment de commandement et d'espionnage, du projet 1288.4 (classe Gophrey, Bambuk) a été capturé par les forces russes et n'a pas été restitué aux autorités ukrainiennes.
- Konstantin Olshansky U402

Ce grand navire de débarquement du projet 775 est désormais utilisé par la marine russe
- Kirovohrad U401

Anciennement dénommé « SDK 137 » ce navire de débarquement moyen du projet 773, de classe Polnochny a été rendu à la marine ukrainienne le 19 avril 2014.
- Chernihiv U310 (uk)

Ce dragueur de mines du projet 266M de la classe Yurka est désormais utilisé par la marine russe.
- Tcherkassy U311 (uk)

Ce dragueur de mine du projet 266M de la[classe Yurka est désormais utilisé par la marine russe.
- Loutsk U205 (uk)

Cette corvette classe Albatros est un navire côtier polyvalent capturé le 20 mars 2014 par la flotte russe de la mer Noire elle n'a pas été restituée aux autorités ukrainiennes.
- Vinnytsia U206 (uk)

Cette corvette de la classe Albatros, lancé en 1976 a été restituée aux autorités ukrainiennes.
- Khmelnytskyï U208 (uk)

Capturée par les russes, cette corvette est toujours sous pavillon russe
- Ternopil U209 (uk)

Cette corvette classe Albatros Grisha-V (projet 1124M), a été capturée le 20 mars 2014, puis restituée en mai de la même année.
- Prydniprovye U155 (uk)

Ancien « Krasnodar Komsomolets » en 1987, puis « R-54 » en 1992, « Nikopol » en 1997, il prend le nom de « Prydniprovye » en 2002 cette corvette lance-missiles de la classe Tarantul n'a pas été restituée aux autorités ukrainiennes.
- Prylouky U153

Ce bateau lance-missiles du projet 206MP (classe Matka), a été restitué aux autorités ukrainiennes.
- Genichesk U360 (uk)

Ce dragueur de mines du projet 1258 de classe Yevgenya, a été restitué aux autorités ukrainiennes.
- Donbass U500

Ce navire de commandement a été restitué aux autorités ukrainiennes.
- Pochaiv U701 (uk)

Ce navire de plongée du projet 535M, de classe Yelva (ru), a été restitué aux autorités ukrainiennes.
- Kremenets U705 (uk)

Ce remorqueur de sauvetage du projet 714 a été construit le 30 septembre 1983.
- Iziaslav U706 (uk)

Ce navire de recherche et de sauvetage lancé en 1962, a été restitué aux autorités ukrainiennes.
- Borshchiv U722 (uk)

Ce bateau de lutte contre les incendies du projet 364, construit en 1954, a été restitué aux autorités ukrainiennes.
- Djankoï U754 (uk)

Construit en 1968, ce bateau de transport a été mis hors service.
- Soudak U756 (uk)

Ce navire de transport du projet 561 lancé en 1957, a été restitué aux autorités ukrainiennes.
- Bakhmatch U759 (uk)

Ce petit pétrolier du projet 1844 (uk) construit en 1972 a été mis hors service.
- Fastiv U760 (uk)

Ce petit pétrolier du projet 1844 (uk) construit en 1981, a été restitué aux autorités ukrainiennes.
- Balta U811 (uk)

Ce navire de démagnétisation, a été capturé en mars 2014, puis restitué en avril de la même année.
- Sievierodonetsk U812 (uk)

Ce navire collecteur de renseignements de classe Onega, lancé en 1987, a été restitué aux autorités ukrainiennes.
- Korets U830 (uk)

Ce remorqueur de mer construit en 1973 a été restitué aux autorités ukrainiennes.
- Chostka U852 (uk)

Ce remorqueur de manutention d'ancre du projet 419, a été restitué aux autorités ukrainiennes.
- Zolotonocha U855 (uk)

Cet entrepôt flottant, a été restitué aux autorités ukrainiennes. Utilisé comme cible, il a été coulé le 1er novembre 2019 lors d'un test de missiles S-125.
- Kamianka U860 (uk)

Anciennement dénommé « Kasatka », ce bateau de plongée construit en 1957.
- Krasnoperekopsk U947 (uk)

Ce remorqueur du projet 498 (uk) construit en 1974, a été restitué aux autorités ukrainiennes.
- Doubno U953 (uk)

Ce remorqueur du projet 737M construit en 1974, n'a pas été restitué aux autorités ukrainiennes.
- Collecteur d'ordures U954

Pas de renseignement. À compléter
- Horlivka U753 (uk)

Anciennement appelé « Kryvyi Rih », ce navire de transport construit en 1965, a été restitué aux autorités ukrainiennes.
- Tchyhyryne U540 (uk)

Ce navire-école construit en 1984, a été restitué aux autorités ukrainiennes.
- Smila U541 (uk)

Ce navire-école lancé en 1985, a été restitué aux autorités ukrainiennes.
- Nova Kakhovka U542 (uk)

Ce navire-école construit en 1986, a été restitué aux autorités ukrainiennes.
- Skvyra U635 (uk)

Grand bateau hydrographique du projet 1896, lancé le 20 octobre 1976.
- Bateau U659

Pas de renseignement. À compléter
- Bateau U662

Pas de renseignement. À compléter
- Bateau U001

Pas de renseignement. À compléter
- Korosten U853 (uk)

Ce bateau de communication du projet 1387 a été construit en 1965
- Dobropillia U854 (uk)

Ce bateau de communication du projet 722U a été construit en 1974
- Bateau U926

Pas de renseignement. À compléter
- Romny U732 (uk)

Ce bateau de plongée du projet 1415 construit en 1984, a été restitué aux autorités ukrainiennes.
- Tokmak U733 (uk)

Ce bateau de plongée du projet 1415 construit en 1983, a été restitué aux autorités ukrainiennes.
- Sokal U733

Ce bateau ambulance construit en 1983, a été restitué aux autorités ukrainiennes.
- Ilyichevsk U783 (uk)

Ce bateau à passagers du projet 1430 construit en 1976, a été restitué aux autorités ukrainiennes.
- Feodosia U240 (uk)

Ce bateau anti-sabotage du projet PV1415 a été lancé en 1982.
- Kherson U891 (uk)

Ce torpilleur du projet 1388 a été lancé en 1987.
- Novoozerne U942 (uk)

Ce remorqueur construit en 1955, a été restitué aux autorités ukrainiennes.
- Eupatoria U728

Bateau de lutte contre les incendies
- Kalantchak U802 (uk)

Cette grue flottante du projet 771 construite en 1960 est en possession de l'armée russe.
- Kovel U831 (uk)

Ce remorqueur de mer construit en 1965, a été restitué aux autorités ukrainiennes.
- Velyka Oleksandrivka U951 (uk)

Ce navire-école construit en 1954 n'a pas été renvoyé à l'Ukraine.

## Guerre du Donbass

### Marine ukrainienne
- Patrouilleur BG-119 KaMO-527

Ce patrouilleur du Projet 1400, classe Zhuk, de la Garde maritime ukrainienne, est détruit près de Marioupol le 31 août 2014, par les forces de la République populaire de Donetsk (RPD)
- Patrouilleur Projet 50030

Ce petit patrouilleur du Projet 50030 (ru), de la Garde maritime ukrainienne, a été endommagé par les forces de la RPD près de Marioupol le 31 août 2014.
- BG-22

Ce patrouilleur de classe UMS-1000 (ru), de la Garde maritime ukrainienne, a explosé puis a coulé à Marioupol en quittant son mouillage le 7 juin 2015. Le 26 mai 2017, le bateau a été remis en service après avoir été renfloué et réparé,,.

## Incident du détroit de Kertch

### Marine russe
- Izumrud

Ce patrouilleur, des Garde-côtes russes, a été endommagé lors de l'incident du détroit de Kertch le 25 novembre 2018 après être entré en collision avec le remorqueur russe Don.
- Don

Ce remorqueur, de la Marine russe, a été coulé à la suite de l'éperonnage du remorqueur ukrainien Yany Kapu.

### Marine ukrainienne
- Berdiansk P175

Cette canonnière de classe Gyurza-M a été arraisonné puis restitué aux autorités ukrainiennes le 18 novembre 2019.
- Nikopol P176 (uk)

Cette canonnière de classe Gyurza-M a été arraisonné puis restitué aux autorités ukrainiennes le 18 novembre 2019
- Yani Kapu A947 (uk)

Ce remorqueur a été arraisonné puis restitué aux autorités ukrainiennes le 18 novembre 2019

## Invasion de l'Ukraine par la Russie
| Date              | Type/Nom                                                               | Classe                                                | Moyen d'attaque                              | Lieu                                                        | Note | Statut              | Image |
| ----------------- | ---------------------------------------------------------------------- | ----------------------------------------------------- | -------------------------------------------- | ----------------------------------------------------------- | --- | ------------------- | ----- |
| 25 février 2022   | Patrouilleur 1                                                         | Classe Raptor projet 03160                            | Inconnu                                      | Dans les environs de l'île des Serpents en Ukraine          | Le 25 février 2022, l'état-major général des forces armées ukrainiennes a signalé sur Telegram : « Deux vedettes [russes] de classe Raptor ont été détruites et une autre a été endommagée près de l'île des Serpents et une péniche de débarquement a fait naufrage avec 80 rachistes ».                                                                  | détruit             |       |
| 25 février 2022   | Patrouilleur 2                                                         | Classe Raptor projet 03160                            | Inconnu                                      | Dans les environs de l'île des Serpents en Ukraine          | Le 25 février 2022, l’état-major général des forces armées ukrainiennes a signalé sur Telegram : « Deux vedettes [russes] de classe Raptor ont été détruites et une autre a été endommagée près de l'île des Serpents et une péniche de débarquement a fait naufrage avec 80 rachistes ».                                                                  | détruit             |       |
| 25 février 2022   | Patrouilleur 3                                                         | Classe Raptor projet 03160                            | Inconnu                                      | Dans les environs de l'île des Serpents en Ukraine          | Le 25 février 2022, l'état-major général des forces armées ukrainiennes a signalé sur Telegram : « Deux vedettes [russes] de classe Raptor ont été détruites et une autre a été endommagée près de l'île des Serpents et une péniche de débarquement a fait naufrage avec 80 rachistes ».                                                                  | endommagé           |       |
| 25 février 2022   | Péniche de débarquement                                                | Type non spécifié                                     | Naufrage                                     | Île des Serpents en Ukraine                                 | Le 25 février 2022, l’état-major général des forces armées ukrainiennes a signalé sur Telegram : « Deux vedettes [russes] de classe Raptor ont été détruites et une autre a été endommagée près de l'île des Serpents et une péniche de débarquement a fait naufrage avec 80 rachistes ».                                                                  | Naufrage            |       |
| 7 mars 2022       | Corvette Veliki Oustioug (ru)                                          | classe Bouïan, projet 21630                           | BM-21 Grad                                   | Mer Noire                                                   | Après avoir a tiré des missiles Kalibr sur des villes ukrainiennes, le navire a été touché, le 7 mars 2022, été touché par des tirs d’artillerie du système BM-21 Grad de la marine ukrainienne. La coque et les superstructures du navire ont été percés, et le 17 juin 2022, le navire endommagé a été vu en train d'être remorqué sur la Volga,.        | Endommagé           |       |
| 21 mars 2022      | Patrouilleur P-436                                                     | Classe Raptor projet 03160                            | ATGM Fagot                                   | Dans la mer d'Azov, dans les eaux de Marioupol, en Ukraine. | Avec un équipage de 3 personnes, d'une capacité de transporter des troupes de débarquement allant jusqu’à 20 marines et armé de mitrailleuses de 14,5 et 7,62 mm, il a été touché par un tir d'ATGM Fagot du régiment Azov de la Garde nationale de l'Ukraine. Il a ensuite été remorqué jusqu'à Ieïsk, réparé et envoyé à la flottille de la Caspienne,   | Endommagé           |       |
| 24 mars 2022      | Grand navire de débarquement Saratov                                   | classe Alligator projet 1171                          | OTR-21 Totchka                               | Port de Berdiansk, Ukraine                                  | Il a été touché à l'aide d'un missile balistique tactique OTR-21 Totchka durant l'attaque du port de Berdiansk pendant la bataille de Berdiansk. | Coulé               |       |
| 24 mars 2022      | Grand navire de débarquement Novotcherkassk                            | classe Ropucha projet 775                             | OTR-21 Totchka                               | Port de Berdiansk, Ukraine                                  | Il a été touché à l'aide d'un missile balistique tactique OTR-21 Totchka durant l'attaque du port de Berdiansk pendant la bataille de Berdiansk. Il sera détruit par une nouvelle attaque le 26 décembre 2023. | Endommagé           |       |
| 24 mars 2022      | Grand navire de débarquement Tsezar Kounikov                           | classe Ropucha projet 775                             | OTR-21 Totchka                               | Port de Berdiansk, Ukraine                                  | Il a été touché à l'aide d'un missile balistique tactique OTR-21 Totchka durant l'attaque du port de Berdiansk pendant la bataille de Berdiansk. Il sera coulé par une nouvelle attaque le 14 février 2024. | Endommagé           |       |
| 25 mars 2022      | Navire de débarquement 1                                               | Type non spécifié                                     | Inconnu                                      | Oblast d'Odessa, Ukraine                                    | Lors de la tentative de débarquement, un groupe de sabotage et de reconnaissance ainsi que deux bateaux de débarquement ont été neutralisés,. | Endommagé           |       |
| 25 mars 2022      | Navire de débarquement 2                                               | Type non spécifié                                     | Inconnu                                      | Oblast d'Odessa, Ukraine                                    | Lors de la tentative de débarquement, un groupe de sabotage et de reconnaissance ainsi que deux bateaux de débarquement ont été neutralisés,. | Endommagé           |       |
| 4 avril 2022      | Frégate Amiral Essen                                                   | classe Amiral Grigorovitch, projet 11356R Burevestnik | antinavire R-360 Neptune                     | Base navale de Sébastopol, Crimée                           | Endommagé par l'explosion d'un antinavire R-360 Neptune près du navire | Endommagé           |       |
| 13 avril 2022     | croiseur lance-missiles Moskva                                         | Classe Slava, projet 1164                             | antinavire R-360 Neptune                     | Dans les environs de l'île des Serpents en Ukraine          | Navire amiral de la flotte russe de la mer Noire, touché par deux missiles antinavires ukrainiens, de la défense côtière, R-360 Neptune. | Coulé               |       |
| 22 avril 2022     | Patrouilleur Rassoul Gamzatov                                          | Classe Rubin, projet 22460                            | Accident                                     | Canal Don-Volga                                             | Endommagé lors du remorquage. Après des réparations, le navire retourna à la flottille de la Caspienne. | Accident            |       |
| 2 mai 2022        | Patrouilleur P-342 « Armée de la Jeunesse de la Baltique »             | Classe Raptor projet 03160                            | Bayraktar TB2                                | Dans les environs de l'île des Serpents en Ukraine          | Touché par un drone Bayraktar TB2. Renfloué, le bateau a été livré au chantier naval de Sébastopol pour réparations le 9 juillet | Coulé puis renfloué |       |
| 2 mai 2022        | Bateau de débarquement « D-310 »                                       | Projet 0251.0 « BK-16 » (ru)                          | Bayraktar TB2                                | Dans les environs de l'île des Serpents en Ukraine          | Touché par un drone Bayraktar TB2 il a été incendié, et a subi des dommages importants. Par la suite il a été emmené dans un chantier naval à Sébastopol et est probablement non récupérable. | Endommagé           |       |
| 5 mai 2022        | Bateau de débarquement « D-144 »                                       | Classe Serna projet 11770                             | Bayraktar TB2                                | Dans les environs de l'île des Serpents en Ukraine          | Touché par un drone Bayraktar TB2, il y a eu une explosion suivie d'une seconde, puis un incendie s'est déclaré sur le bateau. Il y avait deux systèmes de défense aérienne Tor sur le bateau, qui ont également été détruits. Le 12 mai 2022, les travaux de renflouage du bateau ont commencé, à l'issue desquels le bateau a été remorqué à Sébastopol. | Coulé               |       |
| 7 mai 2022        | Patrouilleur P-275                                                     | Classe Raptor projet 03160                            | Bayraktar TB2                                | Dans les environs de l'île des Serpents en Ukraine          | Touché par un drone Bayraktar TB2 sur le côté tribord, il était toujours en mouvement] | Endommagé           |       |
| 7 mai 2022        | Patrouilleur P-281 « Maxim Panin »                                     | Classe Raptor projet 03160                            | Bayraktar TB2                                | Dans les environs de l'île des Serpents en Ukraine          | Touché par un drone Bayraktar TB2 sur le côté bâbord, il était toujours en mouvement. Après des réparations, il retourne à la flotte de la mer Noire | Endommagé           |       |
| 8 mai 2022        | Patrouilleur P-342 « Oleg Shipitsyn »                                  | Classe Raptor projet 03160                            | Bayraktar TB2                                | Dans les environs de l'île des Serpents en Ukraine          | Touché par un drone Bayraktar TB2 sur le côté bâbord, il était toujours en mouvement. Après des réparations, il retourne à la flotte de la mer Noire | Endommagé           |       |
| 12 mai 2022       | Navire auxiliaire logistique multifonctionnel Vsevolod Bobrov (ru)     | Projet 23120                                          | R-360 Neptune                                | Dans les environs de l'île des Serpents en Ukraine          | Touché par un missile antinavire R-360 Neptune il est endommagé et remorqué à Sébastopol, | Endommagé           |       |
| 17 juin 2022      | Remorqueur de sauvetage SB-739 Spassatel Vassili Bekh                  | Projet 222870                                         | AGM-84 Harpoon                               | Mer Noire                                                   | Touché par deux missiles Harpoon ukrainiens. Il aurait eu un système SAM Tor-M2KM à bord,. | Coulé               |       |
| 30 juin 2022      | Bateau de débarquement D-106                                           | Classe Ondatra projet 1176                            | Mine marine                                  | Mer d'Azov, dans les eaux de Marioupol, Ukraine             | Selon le porte-parole de l'administration militaire régionale d'Odessa, Serhiy Bratchuk, le bateau a été soufflé par une mine. Plus tard, cette information a été confirmée par le conseiller du chef de la ville de Marioupol, Petro Andryushchenko, ajoutant la mort de 3 marins de l'équipage du navire                                                 | Endommagé           |       |
| 30 juin 2022      | Bateau de débarquement                                                 | Type non spécifié                                     | Inconnu                                      | Dans les environs de l'île des Serpents en Ukraine          | Selon le rapport du matin du Commandement opérationnel sud daté du 1er juillet 2022, à la suite de frappes de missiles et d'artillerie par les forces armées ukrainiennes, un système de défense aérienne ennemi « Tor » et l'un des petits bateaux de débarquement ont été détruits                                                                       | Endommagé           |       |
| 29 octobre 2022   | Frégate de patrouille Amiral Makarov, vaisseau amiral de la flotte     | Classe Amiral Grigorovitch, projet 11356              | Drones de surface naval et de drones aériens | Base navale de Sébastopol                                   | Attaqué par des drones et des bateaux kamikazes de surface sans pilote dans la baie de Sébastopol | Endommagé           |       |
| 29 octobre 2022   | Dragueur de mines Ivan Goloubets                                       | Classe Natya, projet 266                              | Drones de surface naval et de drones aériens | Base navale de Sébastopol                                   | Attaqué par des drones et des bateaux kamikazes de surface sans pilote dans la baie de Sébastopol | Endommagé           |       |
| 24 mai 2023       | Navire collecteur de renseignements Ivan Khurs                         | Classe Iouri Ivanov projet 18280                      | Drones de surface naval                      | 140 km au nord-est du détroit du Bosphore                   | Attaqué par trois drones de surface naval, à 140 km au nord-est du détroit du Bosphore, un officier et cinq marins ont été signalés morts. Le moteur et le système de guidage du missile ont été endommagés | Endommagé           |       |
| 4 août 2023       | Bateau anti-sabotage P-349 Suvorovets                                  | Classe Gratchonok projet 21980                        | Drones de surface naval                      | Base navale de Novorossiïsk                                 | Attaqué par des Drones de surface naval « Sea Baby » dans la baie de Novorossiysk | Coulé               |       |
| 4 août 2023       | Grand navire de débarquement Olenegorski Gorniak                       | Classe Ropucha projet 775                             | Drones de surface naval                      | Base navale de Novorossiïsk                                 | Attaqué par des Drones de surface naval « Sea Baby » dans la baie de Novorossiysk | Endommagé           |       |
| 4 août 2023       | Pétrolier Sig                                                          | Projet 52                                             | Drones de surface naval                      | Détroit de Kertch                                           | Attaqué par des Drones de surface naval « Sea Baby » dans la zone du pont de Kertch | Endommagé           |       |
| 3 septembre 2023  | Bateau                                                                 | Projet KS-701 Tuna                                    | Bayraktar TB2                                | Partie nord-ouest de la Mer Noire                           | Touché par un drone Bayraktar TB2, | Coulé               |       |
| 13 septembre 2023 | Bateau                                                                 | Projet KS-701 Tuna                                    | Bayraktar TB2                                | Partie nord-ouest de la Mer Noire                           | | Coulé               |       |
| 13 septembre 2023 | Sous-marin B-237 Rostov-sur-le-Don                                     | Projet 636.3 Varshavyanka                             | Storm Shadow                                 | Cale sèche du chantier naval de Sébastopol                  | Touché par des missiles de croisière Storm Shadow à la suite d’une frappe de missile sur le chantier naval de Sébastopol. Probablement non récupérable. | Coulé               |       |
| 13 septembre 2023 | Grand navire de débarquement Minsk                                     | Classe Ropucha, projet 775                            | Storm Shadow                                 | Cale sèche du chantier naval de Sébastopol                  | Touché par des missiles de croisière Storm Shadow à la suite d’une frappe de missile sur le chantier naval de Sébastopol. Probablement non récupérable. | Endommagé           |       |
| 14 septembre 2023 | Corvette aéroglisseur lance-missiles Samum                             | Projet 1239 « Sivuch »                                | Drones de surface naval                      | Base navale de Sébastopol                                   | Attaqué par des Drones de surface naval « Sea Baby » le navire a été remorqué pour des réparations avec une grande assiette à la poupe et une gîte à tribord | Endommagé           |       |
| 14 septembre 2023 | Corvette de patrouille Sergueï Kotov                                   | Classe Vassili Bykov projet 22160                     | Drones de surface naval                      | Partie sud-ouest de la Mer Noire                            | Attaqué par des Drones de surface naval Sea Baby | Endommagé           |       |
| 12 octobre 2023   | Corvette de patrouille Pavel Derjavine                                 | Classe Vassili Bykov projet 22160                     | Drones de surface naval                      | Mer Noire près de Sébastopol                                | Attaqué par des Drones de surface naval Sea Baby, | Endommagé           |       |
| 12 octobre 2023   | Remorqueur de sauvetage SB-565 Professeur Nicholas Muru                | Projet 22870                                          | Drones de surface naval                      | Mer Noire près de Sébastopol                                | Attaqué par des Drones de surface naval Sea Baby | Endommagé           |       |
| 26 octobre 2023   | Navire de reconnaissance hydrographique anti-mines Volodymyr Kozytskyi | Projet 2304.0G                                        | Drones de surface naval                      | Mer Noire près de Sébastopol                                | Attaqué par des Drones de surface naval | Endommagé           |       |
| 4 novembre 2023   | Corvette lance-missiles Askold                                         | Classe Karakourt projet 2280.0                        | Missiles de croisière SCALP-EG               | Chantier naval Zaliv à Kertch                               | Touché par des missiles de croisière SCALP-EG | Endommagé           |       |
| 10 novembre 2023  | Bateau de débarquement D-295                                           | Classe Ondatra, projet 1176                           | Drones de surface naval                      | Dans la région de la baie de Vouzka en Ukraine              | Attaqué par des drones de surface naval | Coulé               |       |
| 10 novembre 2023  | Bateau de débarquement D-199                                           | Classe Serna, projet 11770                            | Drones de surface naval                      | Dans la région de la baie de Vouzka en Ukraine              | Attaqué par des drones de surface naval | Coulé               |       |
| 26 décembre 2023  | Grand navire de débarquement Novotcherkassk                            | Classe Ropucha, projet 775                            | Missiles de croisière                        | Théodosie                                                   | Touché par des missiles de croisière Storm Shadow | Coulé               |       |
| 31 janvier 2024   | Corvette rapide lance-missiles Ivanovets                               | classe Tarantul, projet 12411M                        | Drones de surface naval                      | Lac Donouzlav                                               | Attaqué par des Drones de surface naval | Coulé               |       |
| 14 février 2024   | Grand navire de débarquement Tsezar Kounikov                           | Classe Ropucha, projet 775                            | Drones de surface naval                      | Près d'Aloupka                                              | Attaqué par des Drones de surface naval | Coulé               |       |
| 5 mars 2024       | Patrouilleur Sergueï Kotov                                             | Classe Vassili Bykov, projet 22160                    | Drones de surface naval                      | Près du détroit de Kertch                                   | Attaqué par des Drones de surface naval | Coulé               |       |
| 23 mars 2024      | Grand navire de débarquement Yamal                                     | Classe Ropucha, projet 775                            | Missile de croisière                         | Au 13e chantier naval de Sébastopol                         | Touché par un missile de croisière Storm Shadow/SCALP-EG | Endommagé           |       |
| 23 mars 2024      | Grand navire de débarquement Azov                                      | Classe Ropucha, projet 775                            | Missile de croisière                         | Au 13e chantier naval de Sébastopol                         | Touché par un missile de croisière Storm Shadow/SCALP-EG | Endommagé           |       |
| 23 mars 2024      | Grand navire de débarquement Konstantin Olshansky                      | Classe Ropucha, projet 775                            | Missile de croisière                         | Au 13e chantier naval de Sébastopol                         | Touché par un missile de croisière Storm Shadow/SCALP-EG | Endommagé           |       |
| 23 mars 2024      | Navire collecteur de renseignements Ivan Khurs                         | Classe Iouri Ivanov, projet 18280                     | Missile de croisière                         | Au 13e chantier naval de Sébastopol                         | Touché par un missile de croisière Storm Shadow/SCALP-EG | Endommagé           |       |
| 7 avril 2024      | Corvette lance missiles Serpoukhov (ru)                                | Classe Bouïan, projet 21630                           | Incendie                                     | Base navale de Baltiïsk, oblast de Kaliningrad              | Incendie à la suite d’une opération spéciale de la direction principale du renseignement du ministère de la Défense | Endommagé           |       |
| 21 avril 2024     | Navire de sauvetage de sous-marin Kommouna                             |                                                       | Missiles à longue portée                     | Baie de Sukharnaya, Sébastopol                              | Attaqué par des missiles à longue portée | Endommagé           |       |
| 6 mai 2024        | Patrouilleur                                                           | Classe Mangoust, projet 12150                         | Missiles à longue portée                     | Tchornomorske, baie de Vouzka en Crimée                     | Touché par un drone de surface naval MAGURA V5 | Détruit             |       |